# La Rotovense Musical
La Rotovense Musical és la societat musical bandística, d'instruments de vent, creada a Ròtova el 1949. Actualment integra components de quatre pobles de la Vall de Vernissa (subcomarca de la Safor): Llocnou de Sant Jeroni, Almiserà, Castellonet de la Conquesta i la mateixa Ròtova

## Història
La primera notícia documental d'una banda de música a la Vall de Vernissa prové d'una escriptura notarial atorgada a Ròtova per la mayor y más sana parte de la sociedad de músicos de este pueblo. Era el 20 de novembre de 1855 davant de l'escrivà Pedro Faus i Garcia. Uns anys més tard, el 1858, s'escripturaven els estatuts de l'anomenada Sociedad de Músicos de Rótova y Alfahuir, la qual funcionava com una cooperativa. El seu mestre instructor era Bernardino Cuevas; el director, Vicente Fayos i Gadea, de Ròtova, i el vice-director i dipositari Vicente Garcia i Cresencio, d'Alfauir. Com solia esdevenir en esta època, tots els músics anaven uniformats. L'equipament estava format per l'instrument, el plomer, el morrió (gorra militar alta i amb visera), i l'uniforme. La societat de músics va passar de tenir 14 membres coneguts el 1855 als vint-i-set de 1861. El 1867 la banda acordava concloure les seues activitats.
La documentació notarial permet constatar com el 28 de juny de 1893 una colla de 25 aficionats de Ròtova creava una nova banda. També aquesta vegada es constituïen com a cooperativa. El seu director va ser José Ramon Santandreu i Ribes (1893-1897). Fins 1897 van formar part d'aquesta agrupació una quarantena de músics, tot i que sembla va continuar activa fins al 1902.
Hom sol coincidir que la banda actual té els seus inicis l'any 1949, de la mà del seu primer director, Álvaro Navarro Fayos. Com a mestre de solfeig es va contractar Francisco Morant Artés, d'Alfauir, qui va ser substituït per Emilio Pla Molina vora el 1950. Va ser el maig de 1951 quan tenia lloc la inauguració de la banda activa i l'estrena del pasdoble d'Alvaro Navarro, La Rotovense Musical, que després seria adoptat com a himne. El 1965 la banda era dissolta.
Després de les primeres eleccions democràtiques del 1979, el nou ajuntament i el seu alcalde Heliodor Faus Pérez van afavorir el reviscolament de la banda del poble. El 1980 es creava la societat actual i el 1981 es creava la banda, ara integrada en el marc de la Federació de Societats Musicals de la Comunitat Valenciana.
La Rotovense Musical, va ser declarada Bé Immaterial de Rellevància Local (BIRL) per l'ordre 1/2011 de 12 de juliol de la Conselleria de Turisme, Cultura i Esport de la Generalitat Valenciana.

## Concerts i premis
- L'any 2009 representa La Safor en el XXXIII Certamen Provincial de Bandes de Música de la Diputació de València[8] i obtè el tercer premi.
- Festival de Bandes realitzat a Ròtova el día 27 de julio de 2013 amb motiu del centenari del naixement (1913-2013) del mestre Villar.[9][10]
- Premi Hermes Extraordinari d'Innovació Educativa i Cultural pel projecte 20.25. Octubre de 2017.[11]